# 弗拉基米尔·普京关于承认顿涅茨克人民共和国和卢甘斯克人民共和国独立的演说
弗拉基米尔·普京关于承认顿涅茨克人民共和国和卢甘斯克人民共和国独立的演说（俄语：Речь Владимира Путина о признании ДНР и ЛНР）是俄罗斯总统弗拉基米尔·普京于2022年2月21日晚在2021年－2022年俄乌危机背景下向该国公民发表的电视讲话。普京在此次讲话中称“现代乌克兰完全是由苏俄创造的”，并表示俄罗斯決定承认2014年顿巴斯战争期间宣布成立的顿涅茨克人民共和国和卢甘斯克人民共和国，並即刻列為盟友以避免他們被種族滅絕，他並威脅烏克蘭當局停止敵對行動，若拒絕配合的話，將會有嚴重後果。在3日後即2月24日，普京宣布發動「特別軍事行動」，俄羅斯軍隊從北、東以及南方全面入侵烏克蘭。

## 背景
2021-2022年，俄罗斯与乌克兰的关系急剧恶化，这与俄罗斯在俄乌边境地区的军事存在有关。自 2021 年 12 月以来，西方媒体经常指责俄罗斯准备袭击乌克兰。12月，俄罗斯领导层向美国和其他北约国家提出了多项要求——特别是关于拒绝北约进一步向东扩张（包括保证乌克兰不会被北约接纳）、美国撤出东欧的部队和武器并拒绝美国在欧洲（包括乌克兰）部署能够威胁俄罗斯的打击武器。这些要求没有被接受；北约宣布将维持在东欧的存在并向乌克兰提供军事援助。
2022年2月中旬，乌克兰武装部队与未被承认的顿涅茨克人民共和国和卢甘斯克人民共和国的部队在顿巴斯接触线的局势恶化，违反停火协议的行为更加频繁。2月18日，顿巴斯当局宣布乌克兰军队将入侵，并开始疏散妇女和儿童，动员男子。2月21日，顿涅茨克人民共和国和卢甘斯克人民共和国的领导人正式向普京提出呼吁，要求承认他们的独立性。同日，俄罗斯联邦安全会议举行了扩大会议，该请求得到了支持。2月21日晚，普京向俄罗斯公民发表电视讲话，宣布承认顿涅茨克人民共和国和卢甘斯克人民共和国为独立国家。

## 演讲内容
普京以“顿巴斯的局势已经到了一个危急、尖锐的阶段”开始了演讲，并表示“乌克兰不仅是我们的邻国，而且是我们自身历史、文化和精神空间不可分割的一部分。”随后他断言现代乌克兰是苏俄于1917年作为对前俄罗斯帝国少数民族民族主义绥靖政策的一部分而创造的，斯大林未能从1936年苏联宪法中消除“受革命影响的可憎的乌托邦幻想”，戈尔巴乔夫在20世纪80年代末的改革带来的民主化导致了苏联解体和“历史上的俄罗斯崩溃”。
普京接着辩称，苏联解体后的俄罗斯向其他前苏联加盟国提供了援助，包括承担苏联的全部主权债务。然而，普京表示，乌克兰继续宣称拥有苏联黄金储备和外国资产的一部分的所有权，乌克兰政府希望继续享有与俄罗斯密切关系相关的特权，“同时不承担任何义务”，并且乌克兰利用与俄罗斯的关系作为威胁，勒索西方给予它更大的利益。
随后，他声称后苏联时代的乌克兰“感染了民族主义和腐败的病毒”，称2014年的乌克兰亲欧盟示威运动是西方列强领导的政变，导致乌克兰陷入内战。他接着说，乌克兰政府颁布了一系列法律，歧视讲俄语的乌克兰人，并表示正在为针对俄罗斯的敌对行动做好军事准备，包括打算制造核武器等，并允许北约部队在乌克兰领土上集结。普京进一步表示，“乌克兰加入北约是对俄罗斯安全的直接威胁”，并且北约未能兑现不向东欧扩张的承诺。
他接着表示，乌克兰未能维护明斯克协议，因此，“有必要做出早该做出的决定”，承认顿涅茨克人民共和国和卢甘斯克人民共和国的独立，并将与这两个地区签署友好互助条约。随后，他在讲话结束时呼吁乌克兰政府“立即停止敌对行动”，否则“可能继续下去的流血事件的责任将完全在于乌克兰执政政权的良知”。

## 后续
联合国秘书长表示，该决定侵犯了乌克兰的主权和领土完整，不符合《联合国宪章》的原则。
2月22日，俄罗斯進一步與這兩國建交，美国、欧盟、英国宣布制裁承认乌东两政治实体的人员。歐盟的制裁涉及351名俄杜马议员和27个实体。德国宣布中断对北溪2号天然气管道项目的认证审核。2月23日，烏克蘭國會宣佈制裁支持烏東兩地區獨立的351名俄羅斯國會議員。24日，俄羅斯進攻烏克蘭本土，隨即烏克蘭宣佈與俄羅斯斷交。3月2日，乌克兰驻莫斯科大使馆的烏克蘭國旗被降下，示意该建筑是乌克兰大使馆的标志也被拆除，大门緊閉。